# Bartholomaus Carrichter von Rexingen
Bartholomaeus Carrichter fue un médico y astrólogo suizo, nacido alrededor de 1510 en Rekingen en Suiza y fallecido el 2 de noviembre de 1567 en Viena.
En 1556 se convirtió en el médico del emperador Fernando I, primer emperador del Sacro Imperio (1503-1564) y en 1564, de Maximiliano II (1527-76). Carrichter, apodado Kraeuteldoktor, enseñaba la doctrina de Paracelso (1493-1541). Sería, según un contemporáneo llamado John Crato, un "charlatán sin educación" cuya ignorancia causó la muerte de Fernando I primer emperador del Sacro Imperio. Él es el autor de Práctica (que aparece después de su muerte en 1575) y dos libros que combinan la astrología y la medicina, y que posteriormente han sido reeditados: "Kräuterbuch" (1575) y "Von der Heilung zauberischer Schäden" (1608).

## Obras
- (en alemán)Der Teutschen Speißkammer, Amberg, 1610 Texte intégral.
- (en alemán)Der Teutschen Speißkammer, Amberg, 1610.
- (en alemán)Traktat von ihm titulirt Das Buch von der Harmonie, Sympathie und Antipathie der Kräuter , Nürnberg, 1686.
- (en alemán)Neue Stadt- und Land-Apotheck, Franckfurt ; Nürnberg, Endter, 1670.
- (en alemán)Practica auß den fürnemesten Secretis von allerhand Leibes Krankheiten ... , Straßburg, 1575.
- (en alemán)Horn deß Heyls menschlicher Blödigkeit, Grünwald, Kölbl, 1981.